# Painswick
Painswick é uma  paróquia e cidade de Stroud, no condado de  Gloucestershire, na Inglaterra. De acordo com o Censo de 2011, tinha 3026 habitantes. Tem uma área de 25,47  km².

## Ligações  externas
- (em inglês) Lista das paróquias em  Gloucestershire.gov.uk

- (em inglês) Página da Paróquia de Painswick